# 富山県道177号蓮町新庄線
富山県道177号蓮町新庄線（とやまけんどう177ごう はすまちしんじょうせん）は富山県富山市内を通る一般県道である。

## 概要

### 路線データ
- 起点：富山県富山市蓮町一本木（富山県道30号富山港線交点）
- 終点：富山県富山市新庄町1丁目（富山県道316号稲荷町新庄線交点）
- 実延長：6,119m

## 沿革
- 1960年（昭和35年）4月23日 - 認定[1]

## 地理

### 通過する自治体
- 富山県富山市

### 接続する道路
- 富山県道30号富山港線（起点：蓮町交差点）
- 富山県道172号八幡田稲荷線（富山市豊田本町2丁目 - 豊田2丁目交差点で重複）
- 国道8号（富山高岡バイパス）（豊田東交差点）（「富山県道172号八幡田稲荷線」との重複区間内）

この間西行き一方通行の区間あり（富山市下冨居2丁目 - 富山市鍋田）
- 富山県道65号富山大沢野線（富山市鍋田）
- 富山県道56号富山環状線（上飯野交差点）
- 富山県道316号稲荷町新庄線（終点：富山市新庄町1丁目）

### 周辺
- あいの風とやま鉄道あいの風とやま鉄道線 新富山口駅
- 富山地方鉄道
  - 富山港線
    - 蓮町（馬場記念公園前）駅
    - 犬島新町駅

  - 本線
    - 東新庄駅
- 日本貨物鉄道（JR貨物） 富山貨物駅
- 富山県警察 富山中央警察署富山北幹部交番
- 富山医療生活協同組合 富山協立病院
- 北聖病院
- 富山県立富山北部高等学校
- 富山市立岩瀬中学校
- 富山市立萩浦小学校
- 富山市立豊田小学校
- 富山市立広田小学校
- 富山市立新庄小学校
- 北陸銀行
  - 豊田支店
  - 新庄支店
  - 新庄支店 富山問屋町出張所
- 富山信用金庫 豊田支店
- 富山豊田郵便局
- 富山上飯野郵便局
- 富山新庄郵便局
- 蓮町簡易郵便局
- 富士フイルム富山化学 富山事業所 富山第二工場
- 昭和タイタニウム 本社（昭和電工関連会社）
- 日本海冷蔵 豊田工場
- HDKマイクロデバイス 本社 富山事業所（北陸電気工業子会社）
- テイカ製薬 本社・第七工場・第八工場
- ジョイフルシマヤ 豊田店
- イオンタウン 上飯野
  - マックスバリュ 上飯野店
- ウエルシア 富山上飯野店
- フェアモール富山
  - アピタ 富山東店
- 大阪屋ショップ 新庄店
- DCM 富山問屋町店
- ケーズデンキ 富山豊田店
- 文苑堂書店 富山豊田店
- 富山県岩瀬スポーツ公園
- 蓮町公園（馬場記念公園）
- 下冨居公園
- 富山県民会館分館 薬種商の館 金岡邸